# Michael Klein (Wissenschaftsmanager)
Michael Bruno Klein (* 14. April 1965 in Krefeld) ist ein deutscher Historiker, Wissenschaftsmanager und Hochschullehrer (seit 2011 außerplanmäßiger Professor an der Technischen Universität Berlin sowie von 2019 bis 2022 Gastprofessor an der Hochschule für Wirtschaft und Recht Berlin). Seit dem 15. Mai 2025 ist er Generalsekretär der Wissenschaftlichen Kommission Niedersachsen (WKN). Zudem ist er Inhaber der MBK Strategie- & Personalberatung.

## Leben
Michael Klein legte 1984 sein Abitur am Gymnasium Thomaeum in Kempen am Niederrhein ab. Nach seinem Wehrdienst studierte er Neuere und Neueste Geschichte, Politische Wissenschaft und Kommunikationswissenschaft an der Universität Bamberg, der University of East Anglia/Norwich, der Université de Bourgogne/Dijon sowie der Universität Erlangen.
Anschließend promovierte er bei Michael Stürmer an der Universität Erlangen zum Thema Das Institut für Internationale Politik und Wirtschaft der DDR in seiner Gründungsphase 1971 bis 1974.
1996 wurde er Büroleiter des sächsischen CDU-Abgeordneten Rudolf Braun, später von Staatssekretär Klaus-Jürgen Hedrich  im Deutschen Bundestag.
Zusammen mit seiner Frau lebt er in Niedersachsen und hat drei  Kinder.

## Wissenschafts- und Innovationsmanagement
Seine Stationen in der Wissenschaft waren die Leibniz-Gemeinschaft (Generalsekretär), acatech – Deutsche Akademie der Technikwissenschaften (Vorstand und Generalsekretär) sowie die Deutsche Allianz Meeresforschung (Gründungsvorstandsvorsitzender).
In der Wirtschaft war Klein für die Robert Bosch Group (Senior Vice President), für die Arbeitsgemeinschaft industrieller Forschungsvereinigungen (Hauptgeschäftsführer) sowie für die CarbonOcean Engineering GmbH Kiel (Geschäftsführer) tätig.

## Akademische Laufbahn
2005 habilitierte sich Klein an der Universität der Bundeswehr München bei Michael Wolffsohn und Hagen Schulze (DHI London) zum Thema Zwischen Reich und Region. Identitätsstrukturen im Deutschen Kaiserreich (1871–1918) und wurde zum Privatdozenten ernannt, zunächst an der Universität der Bundeswehr in München, 2007 an der Universität Bonn. Seit 2013 ist Michael Klein außerplanmäßiger Professor an der Technischen Universität Berlin (Fachgebiet Technik-, Wissenschafts- und Sozialgeschichte). Zwischen 2019 und 2022 war Klein Gastprofessor für Wissenschafts- und Innovationsmanagement an der Hochschule für Wirtschaft und Recht Berlin und lehrte im englischsprachigen Studiengang Innovation- and Technology Management.

## Gremien
Klein war und ist Mitglied in zahlreichen wissenschaftlichen und wissenschaftspolitischen Gremien, so im Ständigen Ausschuss der Leopoldina (2012–2017), im Beirat Digitale Wertschöpfung des Sächsischen Staatsministers für Wirtschaft, Arbeit und Verkehr (2015–2017), im Beirat „Bayern digital“ der Bayerischen Staatsregierung (2016–2017), im Senat der AiF – Arbeitsgemeinschaft industrieller Forschungsvereinigungen (2016–2018), im internationalen Advisory Board des „Munich Center for Technology in Society“ der Technischen Universität München (2014–2017), im Kuratorium der Johannes-Rau-Forschungsgemeinschaft (2022–2024) sowie im Aufsichtsrat des Deutschen Primatenzentrums, Göttingen (2017–2025).
Aktuell ist Klein u. a. Mitglied im Präsidium des Forschungsinstituts für Rationalisierung (FIR) e.V. an der RWTH Aachen, im Kuratorium des Zentrums für Wissenschaftsmanagement Speyer sowie im Beirat von FORTRAMA.

## Ehrenamt
Klein ist seit 2010 Präsident der CV-Akademie e.V., dem Bildungswerk des Cartellverbandes der katholischen deutschen Studentenverbindungen (CV) und war acht Jahre Vertrauensdozent der Hanns-Seidel-Stiftung für die Hochschulen in Berlin. Er ist Mitglied der katholischen Studentenverbindungen KDStV Ascania Bonn, KDStV Aenania München, KAV Suevia Berlin und KAV Capitolina Rom sowie der „Kölner Funken Artillerie blau weiß von 1870“.

## Werke (Auswahl)
- Das Institut für Internationale Politik und Wirtschaft der DDR in seiner Gründungsphase 1971 bis 1974. Duncker und Humblot, Berlin 1999, ISBN 3-428-49342-7.
- Zwischen Reich und Region. Identitätsstrukturen im Deutschen Kaiserreich (1871–1918). Franz Steiner Verlag, Stuttgart 2005, ISBN 3-515-08807-5.